# 열두명의 웬수들 2
《열두명의 웬수들 2》(영어: Cheaper by the Dozen 2)는 2005년 개봉한 미국의 가족 코미디 영화이다. 《열두명의 웬수들》(2003)의 속편이다.

## 출연진
- 스티브 마틴
- 보니 헌트
- 파이퍼 페러보
- 톰 웰링
- 힐러리 더프
- 케빈 슈밋
- 앨리슨 스토너
- 제이컵 스미스
- 포러스트 랜디스
- 릴리아나 무미
- 모건 요크
- 블레이크 우드러프
- 브렌트 킨즈먼
- 셰인 킨즈먼
- 유진 레비
- 카먼 일렉트라
- 숀 로버츠
- 제이미 킹
- 로비 어멜
- 테일러 라우트너
- 알렉산더 콘티
- 조너선 베넷
- 피터 켈러건
- 숀 레비
- 벤 팰콘

## 기타 제작진
- 배역: 모니카 스완